# Ichthyococcus elongatus
Ichthyococcus elongatus és una espècie de peix pertanyent a la família dels fosíctids.

## Descripció
- Pot arribar a fer 13 cm de llargària màxima.[5][6]

## Hàbitat
És un peix marí, mesopelàgic i batipelàgic que viu entre 100 i 500 m de fondària i entre les latituds 60°N-49°S, 141°E-122°W.

## Distribució geogràfica
Es troba al Pacífic sud-occidental (Nova Zelanda) i les regions temperades del Pacífic nord (el Canadà, les illes Hawaii, el Japó i les illes Kurils).

## Observacions
És inofensiu per als humans.